# Hubert Devijver
Hubert Devijver (* 18. November 1936; † 28. September 1997) war ein belgischer Althistoriker und Epigraphiker.
Devijver wurde an der Université catholique de Louvain bei Edmond Van’t Dack promoviert. Anschließend lehrte er bis zu seinem Tod dort und an der Universitaire Faculteiten Sint-Ignatius Antwerpen. Er starb an einer Krankheit im Alter von 60 Jahren.
Sein Forschungsschwerpunkt war das römische Heer der Antike, insbesondere die Gruppe der ritterlichen Offiziere darin. Sein Hauptwerk war eine vollständige Zusammenstellung (Prosopographie) der bekannten Personen dieses Ranges, die Prosopographia militiarum equestrium. Dieses grundlegende Werk erschien zunächst von 1976 bis 1980 in zwei Bänden und einem Indexband; 1987 und 1993 veröffentlichte Devijver jeweils einen Supplementband mit Nachträgen und Ergänzungen. Seine sonstigen Texte zu diesem Thema wurden 1989 und 1992 in zwei Sammelbänden erneut herausgegeben. Daneben war er an diversen archäologischen Feldforschungen beteiligt, unter anderem in der italischen Stadt Alba Fucens, in Jordanien am Arabischen Limes und in Kleinasien, wo er insbesondere mit der Auswertung der belgischen Ausgrabungen in Sagalassos befasst war.

## Schriften
- De Aegypto et exercitu Romano sive prosopographia militiarum equestrium quae ab Augusto ad Gallienum seu statione seu origine ad Aegyptum pertinebant (= Studia Hellenistica. Band 20). Universitaire Stichting van Belgie͏̈, Lovanii 1975.
- Prosopographia militiarum equestrium quae fuerunt ab Augusto ad Gallienum (= Symbolae Facultatis Litterarum et Philosophiae Lovaniensis. Serie A, Band 3). 3 Teilbände, Universitaire Pers Leuven, Leuven 1976–1980.
- Prosopographia militiarum equestrium quae fuerunt ab Augusto ad Gallienum. Supplementband 1 (= Symbolae Facultatis Litterarum et Philosophiae Lovaniensis. Serie A, Band 3). Universitaire Pers Leuven, Leuven 1987.
- The Equestrian Officers of the Roman Imperial Army (= Mavors. Band 6). Gieben, Amsterdam 1989, ISBN 90-5063-007-3.
- The Equestrian Officers of the Roman Imperial Army. Band 2 (= Mavors. Band 9). Franz Steiner, Stuttgart 1992, ISBN 3-515-06179-7.
- Prosopographia militiarum equestrium quae fuerunt ab Augusto ad Gallienum. Supplementband 2 (= Symbolae Facultatis Litterarum et Philosophiae Lovaniensis. Serie A, Band 3). Universitaire Pers Leuven, Leuven 1993.